# Ігнатій Хмелевський
Ігнатій Хмелевський (пол. Ignacy Chmielewski; 21 липня 1788, Фащівка — 24 жовтня 1869, Стара Весь) — польський священник-єзуїт, педагог, викладач у Полоцькій єзуїтській академії (1813—1814).

## Життєпис
Народився у Фащівці (нині Тернопільського району Тернопільської області). До Ордену Єзуїтів вступив 22 липня 1805 року в Дюнабергу. У 1813—1814 роках викладав у Полоцькій єзуїтській академії, після чого закінчив там богослов'я. Висвячений на священика в Полоцьку 1815 року. Викладач інфіми та російської мови в Романові (1817—1820). Працював у Мостиськах (1829—1831), Ліску, Тухові, Старій Весі та настоятель у Милятині (1848). Після депортації єзуїтів з Російської імперії перебував у Милятині й Нагірцях. Капелан у Ляцькому біля Золочева у 1855—1857.
Помер в єзуїтському домі в Старій Весі.